# Golubaya Bay
Die Golubaya Bay (englisch, russisch Бухта Голубая Buchta Golubaja, deutsch ‚Himmelblaue Bucht‘) ist eine kleine Bucht vor der Prinzessin-Astrid-Küste des ostantarktischen Königin-Maud-Lands. Sie liegt am südöstlichen Ende der Kamenev Bight innerhalb des der Küste vorgelagerten Schelfeisgürtels.
Luftaufnahmen, die bei der Dritten Norwegischen Antarktisexpedition (1956–1960) zwischen 1958 und 1959 entstanden, dienten ihrer Kartierung. Wissenschaftler einer sowjetischen Antarktisexpedition nahmen 1961 eine weitere Kartierung und die deskriptive Benennung vor. Das Advisory Committee on Antarctic Names übertrug letztere 1970 ins Englische.